# Piotr Zieliński (fizyk)
Piotr Zieliński (ur. 1 sierpnia 1955 w Nowym Targu) – polski fizyk, profesor nauk fizycznych.

## Życiorys
Uczęszczał do szkoły podstawowej w Czorsztynie i do V Liceum Ogólnokształcącego w Krakowie. W latach 1974–1979 studiował fizykę na Uniwersytecie Jagiellońskim.
Pracę doktorską na temat przejść fazowych w kryształach molekularnych (promotorem był prof. Krzysztof Parliński) obronił na Uniwersytecie Jagiellońskim w 1983. Habilitował się w 1995 w Instytucie Fizyki Jądrowej na podstawie pracy Funkcje Greena w mikroskopowych modelach powierzchni i złączy krystalicznych.
W 2009 otrzymał tytuł profesora zwyczajnego. Od 1983 pracuje w Instytucie Fizyki Jądrowej PAN, jest także zatrudniony na Politechnice Krakowskiej.
W 1976 ukończył Państwową Szkołę Muzyczną II Stopnia w Krakowie, w klasie fortepianu, publikuje artykuły na temat fizycznej interpretacji zjawisk muzycznych.
W 1997 uzyskał Nagrodę Naukową im. Henryka Niewodniczańskiego za cykl prac "Mikroskopowe modele dynamiki w kryształach molekularnych i molekularno-jonowych".